# Catharosoma laviudae
Catharosoma laviudae är en mångfotingart som beskrevs av Kraus 1955. Catharosoma laviudae ingår i släktet Catharosoma och familjen orangeridubbelfotingar. Inga underarter finns listade i Catalogue of Life.